# Шабанн, Жан-Батист де
Жан-Бати́ст Мари́ Фредери́к, маркиз де Шаба́нн (фр. Jean-Baptiste Marie Frédéric, marquis de Chabannes; 1770 год — 1835 год) — французский политик, предприниматель, прозаик, аристократ и публицист, пэр, изобретатель.

## Биография
Капитан королевского нормандского полка с 1788 года. В эпоху революции эмигрировал в 1789 году, служил в армии Конде (армия эмигрантов), затем поселился в Англии, где занимался промышленными спекуляциями и способствовал усовершенствованию уличного освещения Лондона.
В 1802 году вернувшись во Францию, выступил с изобретением «велоцифера» — прародителя велосипедов и моторов, но успеха это предприятие не имело.
После реставрации Бурбонов был возведён в звание пэра в 1815 году. Покинул пэрство в 1830 году.

## Труды
Написал много довольно бездарных памфлетов по всевозможным общественным вопросам.